# Brian Nunes
Brian Alan Nunes (* 26. Oktober 1964 in Los Angeles) ist ein US-amerikanischer römisch-katholischer Geistlicher und Weihbischof in Los Angeles.

## Leben
Brian Nunes erwarb zunächst einen Bachelor in Kommunikationswissenschaft an der Loyola Marymount University und studierte anschließend Philosophie und Theologie am Saint John’s Seminary in Camarillo, an dem er den Master of Divinity erwarb. Am 31. Mai 2008 empfing er das Sakrament der Priesterweihe für das Erzbistum Los Angeles.
Nach verschiedenen Aufgaben in der Pfarrseelsorge war er von 2015 bis 2019 persönlicher Sekretär des Erzbischofs und von 2018 bis 2020 Vizekanzler der Diözesankurie des Erzbistums. Ab 2020 war er Generalvikar des Erzbistums Los Angeles.
Papst Franziskus ernannte ihn am 18. Juli 2023 zum Titularbischof von Kearney und zum Weihbischof in Los Angeles. Der Erzbischof von Los Angeles, José Horacio Gómez, spendete ihm und den mit ihm ernannten Weihbischöfen Matthew Elshoff OFMCap, Albert Bahhuth und Slawomir Szkredka am 26. September desselben Jahres in der Kathedrale Unserer Lieben Frau von den Engeln die Bischofsweihe. Mitkonsekratoren war Gerald Eugene Wilkerson, emeritierter Weihbischof, sowie Alejandro Aclan, Weihbischof in Los Angeles.
Brian Nunes ist Großoffizier im Ritterorden vom Heiligen Grab zu Jerusalem.